# VirtualBus
VirtualBus (VBus) – komputerowy symulator autobusu. Umożliwia tworzenie nowych modeli 3D autobusów i map, a także pobieranie innych poprzez forum. Pierwsza wersja VBusa pojawiła się w 2002 roku. Jej autorem był Marcin Kompanowski. W późniejszych wersjach wprowadzono kilka ulepszeń graficznych, a także wprowadzenie symulatora na pełny ekran. Aktualną wersją testową jest A6E.
VirtualBus uzyskał pozytywną ocenę strony Softonic, wskazującą na oryginalność rozgrywki, ale też na mało realistyczny silnik fizyczny.
W czerwcu 2018 roku zamknięto oficjalne forum gry, jednak po kilku miesiącach twórcy postanowili dzielić się postępami prac na blogu i Facebooku 
W czerwcu 2020 roku udostępniona została wersja demonstracyjna nowej wersji VirtualBus C++ w której pojawi się nowy silnik oraz edytor map.